# رود ی
رود ی (انگلیسی: Y) یک رودخانه در استان آرخانگلسک کشور روسیه است.